# Långshyttans kyrka
Långshyttans kyrka är en kyrkobyggnad i Hedemora, Husby och Garpenbergs församling i Västerås stift. Kyrkan ligger i Långshyttan, Dalarnas län och invigdes 1952 av biskop John Cullberg.

## Historik
Till Husby kyrka, församlingskyrkan, är det närmare en mil över Kyrkberget, vilket föranledde att gudstjänster så småningom började hållas i Långshyttans folkskola. Det fanns planer på att bygga en kyrka på Tyllingberget, där Långshyttans kyrkogård anlagts på 1920-talet med tillhörande gravkapell ritat av Ragnar Hjorth, vilket invigdes 1 september 1928. De dåliga ekonomiska tiderna satte dock käppar i hjulet för kyrkobygget. 

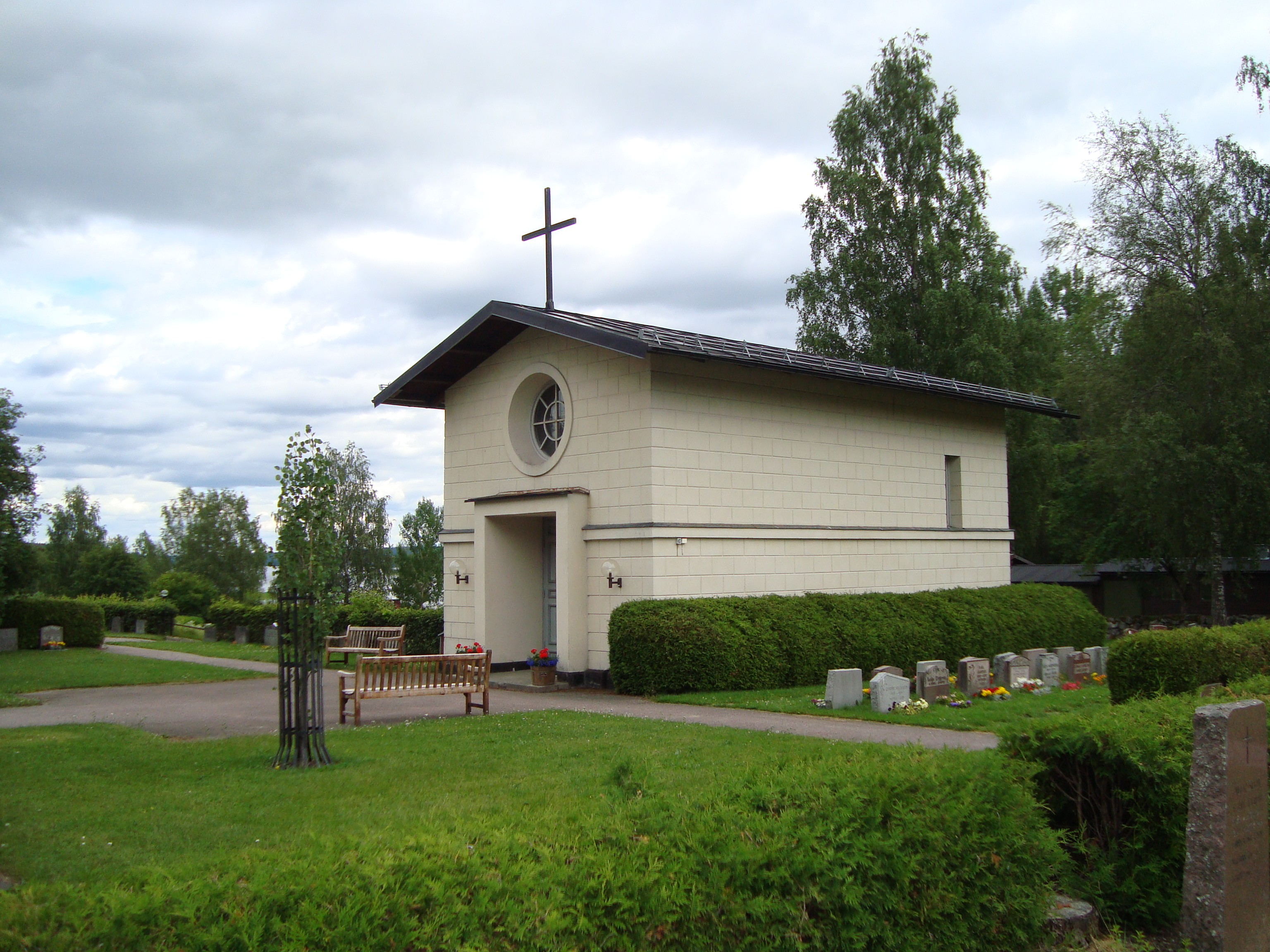
Gravkapellet på Tyllingberget
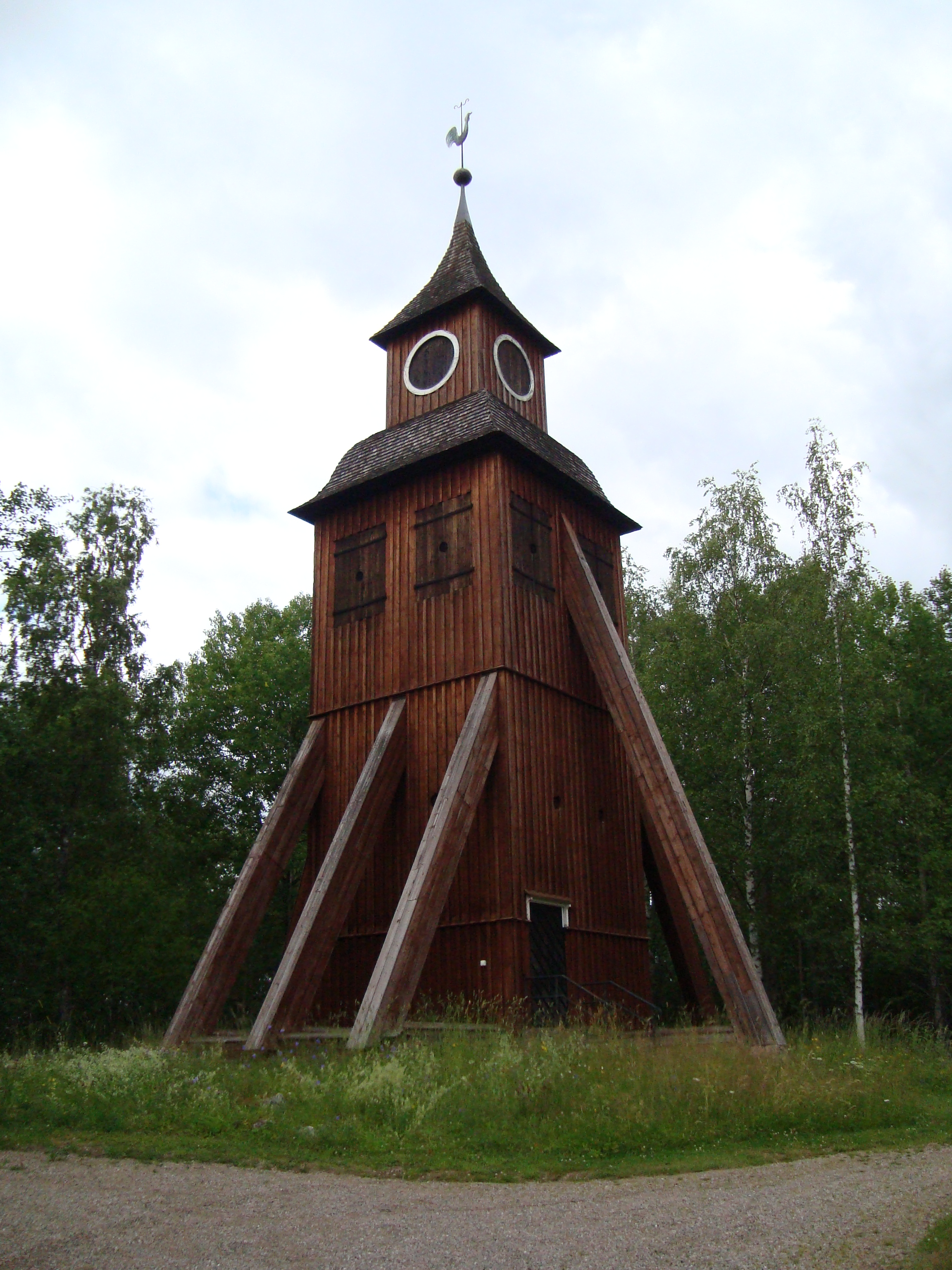
Klockstapeln på Tyllingberget

## Kyrkobyggnaden
Byggnaden var ursprungligen bostad åt inspektorn vid Edske masugn. När Sandvikens Jernverks AB bildades och driften vid Edsken avvecklades 1878 flyttades huset till Långshyttan och utgjorde tjänstemannabostad till Klosterverken fram till 1950. Husby församling fick då byggnaden som gåva av Fagersta Bruks AB att nyttja som gudstjänstlokal. Med insamlade medel och donationer från bland andra Husby sparbank och Fagersta Bruks kunde kyrkan byggas om, efter ritningar av Martin Westerberg.
1955 tillkom orgeln om 13 stämmor, byggd på Grönlunds orgelbyggeri i Gammelstad, huvudsakligen finansierad av Fagersta Bruks.
| Man I. Ryggpositiv C-g3 | Man II. Huvudverk (sv) C-g3 | Pedal C-f1    | Koppel |
| ----------------------- | --------------------------- | ------------- | ------ |
| Kvintadena 8'           | Rörflöjt 8'                 | Subbas 16'    | I/II   |
| Gedackt 4'              | Principal 4'                | Gedacktbas 8' | II/P   |
| Principal 2'            | Blockflöjt 2'               | Rörflöjt 4'   | I/P    |
| Sifflöjt 1'             | Scharf III                  |               |        |
| Sesquialtera II         | Krumhorn 8'                 |               |        |
| Tremulant               |                             |               |        |

Dopfunten från 1953 är snidad av Erik Sand, som också skulpterat altarkrucifixet. Dopljusstaken från 1958 är skapad av Angela Gårding och de åtta ljuskronorna i mässing är ritade av Sven Hesselgren.